# Список загиблих під час протистоянь в Одесі
Загальне число жертв сутичок в Одесі 2 травня 2014 року становить 48 осіб. Це число включає жертв перестрілки вдень на Грецькій площі та пожежі у Будинку профспілок.

## Список жертв
| №  | Прізвище, ім'я, по батькові       | Про особу | Дата смерті    | Причина смерті |
| -- | --------------------------------- | --- | -------------- | --- |
| 1  | Бірюков Андрій Васильович         | 1978 р. н., уродженець Одеси. Активіст Майдану. | 2 травня 2014  | Вогнепальне поранення в легеню, велика втрата крові. |
| 2  | Жульков Олександр Юрійович        | 1968 р. н., житель Одеської області. | 2 травня 2014  | Вогнепальні поранення черевної стінки, тазу, велика втрата крові. Проходив повз місце подій, втрутився у конфлікт.                                                                          |
| 3  | Яворський Микола Анатолійович     | 1976 р. н., житель Одеси. Працював у ГУ ДСНС України в Одеській області.                                                                                        | 2 травня 2014  | Вогнепальне поранення грудної клітки, велика втрата крові. Втрутився в конфлікт. |
| 4  | Петров Геннадій Ігорович          | 1985 р. н., уродженець с. Ново-Олексіївка Татарбунарського району Одеської області.                                                                             | 2 травня 2014  | Вогнепальне поранення грудної клітки, велика втрата крові. Втрутився в конфлікт. |
| 5  | Бражевський Андрій Геннадійович   | 1987 р. н., уродженець Одеси. | 2 травня 2014  | Травма голови, численні переломи, отримані внаслідок падіння з висоти. |
| 6  | Вареникіна Анна Анатоліївна       | 1955 р. н., уродженка Російської РФСР, громадянка України, проживала в Одесі. Працівниця Будинку профспілок.                                                    | 2 травня 2014  | Отруєння газами і випарами. |
| 7  | Калін Анатолій Андрійович         | 1976 р. н., уродженець Одеси. | 2 травня 2014  | Отруєння газами, випарами, димом. |
| 8  | Нікітенко Максим Олексійович      | 1982 р. н., уродженець Одеси. | 2 травня 2014  | Травми внаслідок падіння. |
| 9  | Буллах Віктор Далхакович          | 1956 р. н., уродженець Карагандинської області Казахської РСР, громадянин України, проживав в Одесі.                                                            | 2 травня 2014  | Травми внаслідок падіння. |
| 10 | Іванов Ігор Володимирович         | 1986 р. н., уродженець Одеси. Колишній десантник, десятник відділення «Правого сектору» в Одесі.                                                                | 3 травня 2014  | Вогнепальне поранення лівої клубової області живота. Помер на операційному столі. |
| 11 | Маркін В'ячеслав Володимирович    | 18 листопада 1969 р. н., уродженець Калінінградської області Російської РФСР, громадянин України, проживав в Одесі. Депутат Одеської обласної ради.             | 3 травня 2014  | Травми внаслідок падіння. |
| 12 | Негатуров Вадим Віталійович       | 1959 р. н., уродженець Одеси, поет. | 2 травня 2014  | Опіки, отруєння димом, опіковий шок. |
| 13 | Мішин Сергій Сергійович           | 1985 р. н., проживав в Одеській області. | 2 травня 2014  | Отруєння газами і випарами. |
| 14 | Садовничий Олександр Кузьмич      | 1954 р. н., уродженець Котовська в Одеській області. | 2 травня 2014  | Отруєння газами і випарами. |
| 15 | Острожнюк Ігор Євгенович          | 1964 р. н., уродженець с. Деребчин Шаргородського району Вінницької області.                                                                                    | 2 травня 2014  | Травми внаслідок падіння. |
| 16 | Папура Вадим Вадимович            | 1996 р. н., уродженець Одеси. | 2 травня 2014  | Травми внаслідок падіння. |
| 17 | Заяць Ігор Леонідович             | 1968 р. н., уродженець Кам'янець-Подільського району Хмельницької області, проживав у Вінниці.                                                                  | 2 травня 2014  | Травми внаслідок падіння. |
| 18 | Кущ Руслан Олегович               | 1984 р. н., уродженець Одеси. | 2 травня 2014  | Травми внаслідок падіння. |
| 19 | Гнатенко Євген Миколайович        | 1952 р. н., уродженець Одеси. | 2 травня 2014  | Отруєння газами і випарами, травми голови. |
| 20 | Полулях Алла Анатоліївна          | 1962 р. н., уродженка Чернігівської області. | 2 травня 2014  | Отруєння газами і випарами. |
| 21 | Яковенко Ірина Володимирівна      | 1959 р. н., уродженка Одеси. | 2 травня 2014  | Отруєння газами і випарами. |
| 22 | Кушнарьов Геннадій Олександрович  | 26 червня 1975, уродженець Челябінська, Російської РФСР, громадянин України, проживав в Одесі. Один з командирів т.зв. «Одеської дружини», прибічник комуністів | 2 травня 2014  | Отруєння газами і випарами; можливо, поранення спини |
| 23 | Пікалова Світлана Валеріївна      | 1981 р. н., уродженка Одеси. | 2 травня 2014  | Отруєння газами і випарами. |
| 24 | Коврига Микола Сергійович         | 1984 р. н., уродженець Одеси | 2 травня 2014  | Отруєння газами і випарами. |
| 25 | Брігар Володимир Анатолійович     | 1984 р. н., уродженець Миколаєва. | 2 травня 2014  | Отруєння газами і випарами. |
| 26 | Нікітюк Дмитро Ігорович           | 1974 р. н., уродженець Одеси. | 2 травня 2014  | Отруєння газами і випарами, опіки. |
| 27 | Митчик Євген Васильович           | 1983 р. н., уродженець Одеської області. | 2 травня 2014  | Отруєння газами і випарами. |
| 28 | Степанов Віктор Васильович        | 1948 р. н., уродженець Одеси, поет. | 2 травня 2014  | Отруєння газами і випарами. |
| 29 | Костюхін Сергій Миколайович       | 1967 р. н., уродженець Тбілісі, Грузинської РСР, громадянин України, проживав в Одесі.                                                                          | 2 травня 2014  | Отруєння газами і випарами. |
| 30 | Новицький Володимир Михайлович    | 1944 р. н., уродженець Вінницької області. | 2 травня 2014  | Отруєння газами і випарами. |
| 31 | Польовий Віктор Павлович          | 1966 р. н., уродженець Одеси. | 2 травня 2014  | Отруєння газами і випарами, опіки. |
| 32 | Бежаницька Христина Олександрівна | 1992 р. н., уродженка Одеси. | 2 травня 2014  | Отруєння газами і випарами. |
| 33 | Ломакіна Ніна Іванівна            | 1953 р. н., уродженка міста Махарадзе, Грузинська РСР. Громадянка України, проживала в Одесі.                                                                   | 2 травня 2014  | Отруєння газами і випарами. |
| 34 | Кононов Олександр Владиславович   | 1959 р. н., житель Одеси. | 2 травня 2014  | Отруєння газами і випарами. |
| 35 | Гнатенко Андрій Миколайович       | 1989 р. н., уродженець Одеси. | 2 травня 2014  | Отруєння газами і випарами. |
| 36 | Балабан Олексій Семенович         | 1982 р. н., уродженець Одеси. | 2 травня 2014  | Отруєння газами і випарами. |
| 37 | Лукас Ігор Єролович               | 1993 р. н., уродженець Одеси. | 2 травня 2014  | Отруєння газами і випарами. |
| 38 | Мільов Іван Іванович              | 1980 р. н., уродженець Одеси. | 2 травня 2014  | Отруєння газами і випарами. |
| 39 | Щербінін Михайло Іванович         | 1956 р. н., уродженець Одеси. | 2 травня 2014  | Отруєння газами і випарами, сильні опіки. |
| 40 | Лосинський Євген Лукич            | 16 листопада 1979, Одеса[джерело?]. Реконструктор, блогер | 11 травня 2014 | Вогнепальне поранення у живіт на вулиці Грецькій. Помер у лікарні. Був серед людей з червоним скотчем на руці, які вишикувались у колону на вулиці Жуковского, щоб напасти на ходу ультрас. |
| 41 | Березовський Леонід Вікторович    | 1973 р. н., уродженець Одеси. | 2 травня 2014  | Отруєння газами і випарами, сильні опіки. |
| 42 | Іванов Дмитро Вікторович          | 1958 р. н., уродженець Одеси. | 2 травня 2014  | Отруєння газами і випарами. |
| 43 | Каїр Петро Анатолійович           | 1969 р. н., уродженець Одеси. | 2 травня 2014  | Отруєння газами і випарами, сильні опіки. |
| 44 | Приймак Олександр Григорович      | 1945 р. н., уродженець міста Бар Вінницької області. | 2 травня 2014  | Отруєння газами і випарами. |
| 45 | Шарф Тарас Володимирович          | 1973 р. н., житель Одеси. | 2 травня 2014  | Термоінгаляційна травма, опіки дихальних шляхів 3-го ступеня. |
| 46 | Галаганова Любов Олександрівна    | 29 жовтня 1951, Одеса | 2 травня 2014  | Сильні опіки, опізнана по ДНК. |
| 47 | Карасьов Юрій Володимирович       | | 2 травня 2014  | Отруєння газами і випарами. |
| 48 | В'ячеславов Михайло Михайлович    | 1951 р. н., уродженець Вологди, Російська РФСР. Громадянин України, проживав в Одесі.                                                                           | 2 травня 2014  | Отруєння газами і випарами, сильні опіки. |